# Ягуар
Вижте пояснителната страница за други значения на Ягуар.
Ягуарът (Panthera onca) е животно от семейство Коткови. Той е най-голямата котка в западното полукълбо и третата най-голяма в целия свят (след тигъра и лъва). Неговото име идва от южноамериканската индианска (най-вероятно от езика тупинамба) дума „jaguarete“, която означава „звяр“, като наставката „ete“ означава „истински“. Често го бъркат с леопарда, но той е по-голям, с широка глава и по-къси крака и опашка. Всъщност, според начина си на живот и по средата, която обитава, ягуарът повече прилича на тигъра. Има силно набито тяло, дълбок гръден кош и къси стабилни крака. Ушите му са закръглени. Козината на гърба му има характерно петнисто оцветяване. Големите му очи са златисто-кафеникави с кръгла зеница. Срещат се и черни екземпляри.

## Размери
Ягуарът е третата най-едра котка в света след тигъра и лъва. При различните видове размерите варират в сравнително големи граници. Най-дребни са мексиканските ягуари, които са дълги до 1,6 m и тежат 50 kg, а най-едри са амазонските ягуари, живеещи в басейна на Амазонка и в Пантанал. Възрастните амазонски ягуари достигат 2,3 m дължина и тегло над 160 kg.
Рекорден по размери е ягуар, уловен в Гаяна, близо до границата с Венецуела, който е тежал 213 kg.

## Разпространение
Среща се единствено в Америка – почти из цяла Южна и Централна Америка. Големи популации в Централна Америка има в Мексико (полуостров Юкатан), Белиз, Хондурас, Гватемала и Коста Рика (полуостров Оса). Най-големите популации се наблюдават в Пантанал и щата Мато Гросо в Бразилия. Най-характерните местообитания на ягуарите са тропически джунгли, в по-малка степен – засушливи места, обраснали с храсталаци, пасища. Понякога те се появяват в пампасите (южноамерикански степи) и в пустинни райони.

## Начин на живот и хранене
Той е уединено създание, освен по време на разплод. Главно стои на сушата, но може да плува много добре. Ловуват и преследват сами. Рядко се наблюдават повече животни заедно. Ягуарът не може да бъде определен като нощен или дневен ловец. Мощната челюст, с която прегризва черепа на жертвата си, му позволява да яде животни като каймани и костенурки. Обикновено убива жертвата си с едно захапване. За разлика от повечето котки, ягуарът обикновено захапва животните не за врата, а за черепа. Плячката е доста разнообразна, но най-предпочитани са елените, пекари (вид диво прасе), агути и капибара (най-големият гризач в света). Напада и едри тапири, когато те идват на водопой, отвлича кучета и домашни животни, лови алигатори, костенурки, риба и някои дребни животни.
Ягуарът често напада домашните животни. Причината за това е изсичането на горите, на чието място се застрояват населени места или ферми, които навлизат в жизнената среда на ягуарите. В много редките случаи, когато ягуарите живеят на групи, или по време на брачния им период, те използват сложна и разнообразна комбинация от звуци, ръмжене и мяукания, с различна сложност, продължителност и интонация като средство за общуване в групата, или по време на брачните игри.

## Размножаване
В природата мъжките и женските ягуари се срещат само с цел чифтосване. След това мъжкият напуска женската.
След 100 – 110 дни бременност тя ражда от 1 до 4 малки. При раждането те са слепи и телесната им маса е 700 – 900 g. На около шестмесечна възраст тръгват с майка си на лов. Остават с нея около две години, след което тръгват да търсят собствена ловна територия. Достигат полова зрялост около третата си година.

## Намаляване на популацията
От средата на 40-те до началото на 70-те години на XX век в популацията на тази дива котка се отбелязва значителен спад. През 60-те години ежегодно се убивали до 15 000 ягуара, като основната причина за това била търговията с кожи. През 1967 г. влизат в сила и първите закони, които целят да намалят избиването на животното. През следващите 10 години търговията с кожи намалява, но проблемът съществува и в наши дни.
Наред с бракониерите пред оцеляването на вида съществуват и други проблеми. Те са свързани с намаляване териториите, считани за естествени местообитания на хищника, както и недостатъчната плячка, което от своя страна от години насочва вниманието му към стадата на южноамериканските фермери. В опит да защитят добитъка си фермерите убиват ягуарите.

## Възстановяване и опазване
Днес ягуарът е под абсолютната защита на държавните власти в Аржентина, Бразилия, Колумбия, Френска Гвиана, Венецуела, Хондурас, Никарагуа, Панама, Парагвай, Суринам, САЩ и Уругвай. Особено строги са мерките против ловците в Бразилия, Коста Рика, Гватемала, Мексико и Перу. Все повече от местата, където живеят ягуари, се превръщат в резервати – един от най-красивите от тях е „Ула – Ула“ в Боливия. Нещо повече: правят се сериозни крачки към създаването на трансгранични защитени територии. Чудесен пример за това е Зеленият коридор между Аржентина и Бразилия.
С цел опазване вида през 1986 година в Белиз се изгражда резерват с площ от около 400 km². Впоследствие се създават още резервати и паркове (в Бразилия, Перу, Мексико и други), някои от които с площ от хиляди квадратни километри.
Въпреки че ягуарът е сред най-дълго живеещите котки, учените срещат доста трудности в проследяването му в естествената му среда. Правят се и опити за връщането на вече заловени ягуари обратно в дивите им местообитания – от 95 ягуара от различни зоологически градини в САЩ са върнати на свобода и се следят едва 22 от тях. Целта на тази програма е да бъдат пуснати 120 индивида, чието движение да се следи чрез радиотелеметрия.

## Допълнителни сведения
Ягуарът няма причина да се страхува от нито едно животно освен от човека. От всички големи котки ягуарите са най-неуловимите и най-малко изучени.
Според International Species Information в света има 292 ягуара, а още 100 има в зоологически градини в САЩ. Без съмнение ягуарът е една от най-редките диви котки на планетата ни. През 90-те години ягуарът често се срещал в Аризона, чак до Гранд Каньон и някои съседни щати, но безогледният лов ги е довел почти до пълно изчезване от Щатите. Днес около 150 – 200 екземпляра живеят около района на град Тусон, Аризона.[източник? (Поискан преди 31 дни)]